# جاده ئی۲۳۳ اروپا
جاده ئی۲۳۳ اروپا (به انگلیسی: European route E233) یکی از جاده‌های درجه ۲ قاره اروپا است.
این جاده از شهر هوخه‌فین (هلند) شروع شده و در شهر برمن (آلمان) به پایان میرسد.